# Interski
Interski International ist eine weltweit tätige Internationale Organisation, die alle vier Jahre den weltweit größten Kongress zum Austausch über Themen der Skilehrmethodik und Skitechnik ausrichtet. An jedem Kongress nehmen die Vertreter der nationalen Skiverbände, die Mitglied sind, teil. Außerdem sind Fachpresse und Ausrüstungshersteller geladen und der Kongress wird zudem von mehreren tausend weiteren Interessierten besucht.
Die Kongresse finden jedes Mal in einem anderen Skigebiet statt und dauern gewöhnlich eine Woche. Das Programm beinhaltet zahlreiche Seminare, Workshops und Vorführungen. Ein Höhepunkt sind die Demonstrationen der nationalen Vorführmannschaften.

## Mitglieder
Gegründet wurde Interski International 1951 in Zürs am Arlberg von Vertretern der Skiverbände der europäischen Alpenländer. Inzwischen ist die Zahl der Mitglieder auf 36 Länder (u. a. in Asien und Südamerika) angewachsen. Der erste Kongress außerhalb Europas fand 1971 in Aspen statt.
Neben den Nationenmitgliedern sind auch folgende Verbände vertreten:
- International Ski Instructors Association (Berufsskilehrerverband)
- Internationaler Verband der Schneesport-Instruktoren (Verband der Amateurschneesportlehrer)
- Internationaler Verband für Schneesport an Schulen und Hochschulen

## Austragungsorte
- 2023 Levi, Finnland
- 2019: Pamporowo, Bulgarien
- 2015: Ushuaia, Argentinien
- 2011: St. Anton am Arlberg, Österreich
- 2007: Pyeongchang, Korea
- 2003: Crans-Montana, Schweiz
- 1999: Beitostølen, Norwegen
- 1995: Nozawa Onsen, Japan
- 1991: St. Anton am Arlberg
- 1987: Banff
- 1983: Sexten, Südtirol
- 1979: Zaō, Japan
- 1975: Štrbské Pleso, Tschechoslowakei
- 1971: Garmisch-Partenkirchen
- 1968: Aspen
- 1965: Bad Gastein
- 1962: Monte Bondone
- 1959: Zakopane
- 1957: Storlien
- 1955: Val-d’Isère
- 1953: Davos,  Schweiz
- 1951: Zürs, Österreich

## Hotels
Weltweit gibt es auch einige Gaststätten, welche Interski im Namen tragen. Meistens wurden sie von wichtigen Vertretern bei den Kongressen – mit Erlaubnis von Seiten der Gremien – erbaut.